# Second Opinion (Obitelj Soprano)
"Second Opinion" je 33. epizoda HBO-ove televizijske serije Obitelj Soprano i sedma u trećoj sezoni serije. Napisao ju je Lawrence Konner, režirao Tim Van Patten, a originalno je emitirana 8. travnja 2001.

## Radnja
Stric Junior priprema se za svoju operaciju uklanjanja tumora u želucu. Dok mu daju anesteziju, on halucinira kako mu agenti FBI-a nude lijek za njegov rak ako počne surađivati s njima. Vide se i novine Star-Ledger, sa sljedećim naslovom: "Soprano slobodan, okrivljuje nećaka — glavni svjedok ženi Angie Dickinson". (Juniorova želja da "pojebe Angie Dickinson" otkrivena je u prethodnoj epizodi.) U stvarnosti, dr. John Kennedy donosi vijesti Tonyju Sopranu i drugim mafijašima da će Junior biti dobro i da su uklonili sav tumor koji su našli. Međutim, tijekom kasnijeg liječničkog pregleda, dr. Kennedy kaže Junioru i Bobbyju da je pronašao maligne stanice i da želi obaviti još jednu operaciju. Junior pristaje jer ima apsolutno povjerenje u dr. Kennedyja. Međutim, Tony se ne slaže: on vjeruje kako je Junior više fasciniran činjenicom da se njegov liječnik zove John Kennedy, kao i predsjednik John F. Kennedy. Tony i Junior posjećuju drugog liječnika u New York Cityju koji im preporučuje kemoterapiju. Junior pristaje, ali posljedice bivaju sve teže po njega. Nezadovoljan kemoterapijom, Junior čeka da mu se javi dr. Kennedy, koji se ne javlja na njegove telefonske pozive. Kako bi udovoljio svojem stricu, Tony s Furiom posjećuje Kennedyja na golf terenu i kaže mu da se počne javljati na Juniorove pozive, a svoju spremnost na akciju sugeriraju gurajući pomalo doktora u obližnje jezero. Furio mu kaže, "Na kapi vam je pčela", i udari ga u glavu, oborivši ga u vodu. U bolnici, tijekom kemoterapije, Kennedy daje Junioru sve svoje kontakte kako bi ga mogao nazvati ako bude potrebno. 
Carmela odlazi sama na terapeutski sastanak s dr. Melfi. Počne se slamati te shvaća kako je zbog ignoriranja Tonyjeva posla postala iznimno depresivna. Melfi preporuči dr. Krakowera, kolegu iz Livingstona, ako joj bude potreban stalni terapeut. Carmela nevoljko nazove dr. Krakowera i pristane doći na jedan sastanak. Opisujući svoju situaciju, razgovara o muževoj profesiji i svojim bračnim brigama. Liječnik joj preporuči da izađe iz braka (nešto o čemu je Carmela razmišljala i prije) jer je Tonyjev život uistinu opasan te da su njegovi stalni prihodi zapravo krvavi novac. On odbije novac za terapiju, ali joj savjetuje da ode dok još može. Krakower sugerira i kako bi se Tony mogao odreći svojeg bivšeg života kriminalca, te provesti neko vrijeme u zatvoru čitajući Zločin i kaznu dok se prisjeća pogreški iz prošlosti. Savjetuje Carmeli da koristi samo legitimna sredstva kako bi preživjela i odgojila svoje dvoje djece.
Carmela se namjerava i sastati s rektorom Sveučilišta Columbia u vezi donacije; Tony sve to smatra iznudom i predlaže druge planove. Carmela se prije sastanka nalazi s Meadow u njezinoj sobi, ali je Meadow i dalje tužna zbog prekida s Noahom Tannenbaumom te je i dalje ljuta na oca. Carmela brani Tonyja i izazove Meadow da se objasni, ali ova ne odgovara. Carmela se kasnije nalazi na ručku s rektorom s kojim se vrlo brzo sporazumijeva, saznavši da su tijekom studija pohađali bliske fakultete. Rektor predstavlja Carmeli sliku planiranog sveučilišnog studentskog centra, rekavši kako će donatori koji daju 50.000 dolara imati svoje ime ugravirano na obližnjem zidu. Carmeli se sviđa ideja, ali kad to kaže Tonyju, on se razbjesni i kaže kako je spreman dati najviše pet tisuća. Kasnije, ležeči shrvana na kauču, Carmela kaže Tonyju da je već rekla rektoru kako će donirati 50.000 dolara, a Tony se, osjećajući se krivim, složi i predloži da izađu na večeru.
Christopher se uzruja kad ga usred partije biljara u Bada Bingu Paulie upita nosi li prisluškivač. Christopher porekne, a kad mu Paulie kaže da se svuče kako bi dokazao, on se uvrijedi. Paulie ponizi golog Chrisa, narugavši se veličini njegova penisa. Kasnije, u 2 sata iza ponoći, Paulie i Patsy Parisi neočekivano upadaju u Christopherov stan i pretraže ga. Christopher se iznimno uzruja kad Paulie uzme sve ukradene cipele koje je donio Adriani i ponjuši Adrianine gaćice. Christopher sljedećeg dana o svemu obavještava Tonyja, ali mu ovaj samo kaže kako Paulie "može biti malo mušičav". Christopheru kasnije prilazi sami Paulie, koji mu kaže da nikad više ne ide šefu kako bi prigovarao o svađi između njih dvojice. Pristaju riješiti razmiricu nakon što Christopher napušta motelsku sobu s drugom ženom, a Paulie strateški pozicionira svoje vozilo iza Christopherova, sugerirajući kako je upravo pronašao odgovor na Chrisovu ogorčenost koja je možda bila opravdana, te se kasnije pomiruju uz Big Mouth Billy Bass koju Paulie planira pokloniti Tonyju (ne znajući kako je Tony već razbio jednu takvu igračku, jer je animirana riba oživjela njegovu krivnju zbog ubojstva Pussyja).
U međuvremenu, Carmela u supermarketu opazi Angie Bonpensiero i pozove je na večeru. Angie pristojno odbije, rekavši kako joj je pas jako bolestan i da ga se boji ostaviti samog. Osim toga, Angie ne može priuštiti veterinarske račune te treba nešto novca sa strane sad kad je Pussy nestao. Carmela kaže Tonyju o svojem susretu, nakon čega on posjećuje dom Bonpensierovih. Tony na prilazu opazi Angien novi Cadillac i, zbog toga što je ona spomenula uvrede koje su Tonyjev (ne Carmelin) posao, on bijesno razbije prozor. Zatim kroz otvoreni prozor palicom zatrubi. Nakon što je Angie izašla, on primijeti kako je pas posve zdrav i da je Angie vjerojatno lagala. Tony joj zatim kaže da, ako treba novac neka ne pita Carmelu, nego da dođe izravno njemu. Još uvijek ogorčen Pussyjevom izdajom, on iskali bijes na Angienu autu razbivši farove.

## Glavni glumci
- James Gandolfini kao Tony Soprano
- Lorraine Bracco kao Dr. Jennifer Melfi
- Edie Falco kao Carmela Soprano
- Michael Imperioli kao Christopher Moltisanti
- Dominic Chianese kao Corrado Soprano, Jr.
- Steven Van Zandt kao Silvio Dante
- Tony Sirico kao Paulie Gualtieri
- Robert Iler kao A.J. Soprano
- Jamie-Lynn Sigler kao Meadow Soprano
- Drea de Matteo kao Adriana La Cerva
- Steve Schirripa kao Bobby 'Bacala' Baccalieri
- Aida Turturro kao Janice Soprano
- Federico Castelluccio kao Furio Giunta

### Gostujući glumci
| - Sam McMurray kao dr. John Kennedy - Frank Wood kao rektor Ross - Sully Boyar kao dr. Krakower - Dan Grimaldi kao Patsy Parisi - Toni Kalem kao Angie Bompensiero - Tom Aldredge kao Hugh DeAngelis - Suzanne Shepherd kao Mary DeAngelis - Frank Santorelli kao Georgie - Ilene S. Landress kao dr. Lynn Laurens | - Ismail Bashey kao dr. Metha - Peter Davies kao Paxton - John Fiske kao FBI-evac - John Freudiger kao Chooch - Lorenzo Gregorio kao Miles - Tony Hale kao RN / OCN Collins - Zachary Knower kao dr. N. Enloe - James Shanklin kao anesteziolog |

## Naslovna referenca
- Stric Junior traži "drugo mišljenje" ("second opinion") od drugog liječnika po pitanju liječenja njegova raka.
- Carmela dobiva drugo mišljenje od terapeuta.
- Christopher upita Tonyja kakvo je njegovo mišljenje o Pauliejevom neprijateljski nastrojenom ponašanju.

## Produkcija
- Mike Nichols originalno je angažiran za ulogu dr. Krakowera. Međutim, uloga je kasnije pripala Sullyju Boyaru. Tijekom originalnog emitiranja epizode, umjesto Boyara potpisan je Nichols; to je ispravljeno u reprizama i na DVD izdanju.
- U epizodi se pojavljuje igračka Big Mouth Billy Bass, popularna animirana riba s kraja devedesetih koja oduševljava većinu Tonyjeve ekipe. Međutim, Tonyja previše podsjeća na njegova najboljeg prijatelja kojeg je bio prisiljen ubiti, ali iako isprva pokazuje zadivljenost, i dalje žali zbog Pussyjeve izdaje.
- Scena u kojoj Carmela sjedi u čekaonici dr. Melfi, zureći u zeleni kip, gotovo je identična uvodnoj sceni iz prve epizode serije, s Tonyjem u čekaonici.

## Glazba
- Tijekom odjavne špice svira pjesma "Black Books" Nilsa Lofgrena.
- Remiks pjesme "Mysterious Ways" sastava U2 svira u Bingu kad Tony tuče Georgieja Billyjem Bassom.
- Pjesme koje svira Big Mouth Billy Bass bile su "Take Me to the River" Ala Greena, i "Y.M.C.A." sastava The Village People.

## Vanjske poveznice
- Second Opinion u internetskoj bazi filmova IMDb-a